# Herpetogramma bipunctalis
Herpetogramma bipunctalis is een vlinder uit de familie van de grasmotten (Crambidae), uit de onderfamilie van de Spilomelinae. De wetenschappelijke naam van deze soort is voor het eerst gepubliceerd in 1794 door Johan Christian Fabricius.
De spanwijdte bedraagt ongeveer 23 millimeter.
De soort komt voor in India, China, Myanmar, Canada, de Verenigde Staten, Cuba, Jamaica, de Dominicaanse Republiek, Puerto Rico, Mexico, Honduras, Nicaragua, Panama, Colombia, Venezuela, Guyana, Suriname en Brazilië.